# Agrioglypta itysalis
Agrioglypta itysalis là một loài bướm đêm trong họ Crambidae.